# Count on Me
〈Count on Me〉는 미국의 싱어송라이터 브루노 마스의 데뷔 스튜디오 음반 《Doo-Wops & Hooligans》 (2010년)의 노래이다. 이 곡은 마스의 데뷔 EP인 《It's Better If You Don't Understand》 (2010년)에서 처음 공개되었다. 호주에서 라디오 싱글로 발매되었으며, 《Doo-Wops & Hooligans》의 전체 여섯 번째 싱글로 2011년 11월 7일 컨템포러리 히트 라디오와 어덜트 컨템포러리 라디오에 서비스되었다. 이 곡은 마스, 필립 로렌스, 아리 레빈이 스미징턴스라는 가명으로 작곡했다. 음악적으로 〈Count on Me〉는 우정의 중요성을 서정적으로 자세히 설명하고 긍정적인 메시지를 전하는 포크 및 트로피컬 음반이다.
이 노래는 대체적으로 긍정적인 평가를 받았다. 일부 음악 평론가들은 이즈라엘 카마카비보올레의 〈Over the Rainbow〉와 비슷하다고 지적하며 편곡과 "업그레이드"한 분위기를 칭찬했고, 다른 비평가들은 "사카린 사운드"와 오글거리는 가사를 비판했다. 이 싱글은 체코에서 2위로 정점을 찍었고 호주에서는 19위, 뉴질랜드에서는 13위에 올랐다. 이 노래는 오스트레일리아 음반 산업 협회와 미국 음반 산업 협회로부터 각각 3개의 플래티넘 인증을 받았다.

## 제작 및 발매
〈Count on Me〉는 브루노 마스가 2010년 5월 11일 엘렉트라 레코드에서 발매한 데뷔 EP 《It's Better If You Don't Understand》로 처음 녹음했다. 작사, 작곡은 마스, 필립 로렌스, 아리 레빈이 맡았으며, 프로듀싱은 스미징턴스라는 가명으로 같은 세 사람이 맡았다. 레빈은 로스앤젤레스의 레브콘 스튜디오에서 이 곡의 엔지니어링을 담당했다. 레빈과 마스는 트랙의 모든 악기를 연주하고 녹음했다. 이 싱글은 매니 마로퀸과 어시스턴트 크리스티안 플라타, 에릭 마드리드가 캘리포니아주 로스앤젤레스의 래러비 레코딩 스튜디오에서 믹스했다. 이 곡은 캘리포니아 할리우드의 마쿠센 마스터링에서 스티븐 마쿠센에 의해 마스터되었다. 〈Count on Me〉는 2011년 11월 7일 애틀랜틱 레코드와 워너 뮤직 오스트레일리아에 의해 호주에서 컨템포러리 히트 라디오와 어덜트 컨템포러리 라디오에 싱글로 발행되었다.

## 커버 버전
〈Count on Me〉는 영국의 아역 가수 코니 탤벗에 의해 커버되었고 그녀의 음반 《Beautiful World》 (2012년)에 포함되었다. 대한민국의 가수 이기찬과 G.NA는 2011년 5월 12일 이 곡의 커버를 CD 싱글로 발매했다. CD 싱글은 어쿠스틱 버전, 인스트루멘탈 버전, 어쿠스틱 인스트루멘탈 버전의 트랙도 포함하고 있다.

## 인증
| 국가                                                                                         | 인증        | 판매량/출하량 |
| -------------------------------------------------------------------------------------------- | ----------- | ------------- |
| 오스트레일리아 (ARIA)                                                                        | 3× 플래티넘 | 210,000^      |
| 오스트리아 (IFPI 오스트리아)                                                                 | 골드        | 15,000*       |
| 덴마크 (IFPI Danmark)                                                                        | 골드        | 45,000        |
| 독일 (BVMI)                                                                                  | 골드        | 150,000       |
| 뉴질랜드 (RMNZ)                                                                              | 플래티넘    | 15,000*       |
| 스위스 (IFPI 스위스)                                                                         | 골드        | 15,000        |
| 영국 (BPI)                                                                                   | 골드        | 400,000       |
| 미국 (RIAA)                                                                                  | 3× 플래티넘 | 3,000,000     |
| *판매량을 기반으로 한 인증 · ^출하량을 기반으로 한 인증 · 판매량+스트리밍을 기반으로 한 인증 |             |               |